# Emerentia Jernfelt
Emerentia Jernfelt var en svensk företagsledare. Hon spelade en pionjärroll under frihetstidens svenska sidenindustri, då hon grundade och drev den kanske enda sidenfabriken utanför Stockholm, i Kristinehamn. 
Hon grundade och drev år 1752 en "fabrik för tryckning å siden och linne" i Kristinehamn. Under denna tid satsade svenska myndigheter stort på en inhemsk sidenindustri i Sverige, men denna var i övrigt närmast uteslutande koncentrerad till Stockholm. Jernfelts fabrik utgjorde därför ett sällsynt undantag i det dåvarande Sverige. Fabriken var aktiv i lite över tio års tid. Försöket att starta en sidenindustri utanför Stockholm avslutades 1762, då Emerentia Jernfelt överlät sitt privilegium på sin gesäll, som 1765 omvandlade det till ett tapettryckeri.